# Купатило краљ Петар I
Купатило краљ Петар I је зграда сумпорног купатила у Бањи Ковиљачи, подигнута у периоду од 1904. до 1908. године.
Градња купатила је започета на иницијативу краља Петра I Карађорђевића, која ће се финансирати из државне касе. Темељи новог купатила постављени су у мају 1904. године, а порцеланске каде, блатне купке, масаже, електромасаже, биле су на располагању гостима три године касније. Ово купатило није само подигло стандарде лечења на много виши ниво, него је са централном куполом изнад главног улаза постало и прави украс бање.
Благотворним третманима препустио се и сам краљ, већ 1908. године и од тада је редовно посећивао бању и у њој боравио некад и више
од месец дана годишње. Није скривао да су чак и поједини државнички послови морали чекати, јер се често непланирано дешавало да продужи боравак у свом омиљеном одморишту. Зграда је до данас задржала оригиналан изглед, а у самом купатилу, чији је један део преуређен у модеран велнес центар, налази се и краљева када коју по жељи могу користити бањски гости.